# San Salvatore di Fitalia
San Salvatore di Fitalia ist eine Stadt der Metropolitanstadt Messina in der Region Sizilien in Italien mit 1119 Einwohnern (Stand 31. Dezember 2023).

## Lage und Daten
San Salvatore di Fitalia liegt 110 km westlich von Messina. Die Einwohner arbeiten hauptsächlich in der Landwirtschaft.
Die Nachbargemeinden sind: Castell’Umberto, Frazzanò, Galati Mamertino, Mirto, Naso und Tortorici.

## Geschichte
Der Ort wurde im Mittelalter gegründet, das genaue Datum ist unbekannt.

## Sehenswürdigkeiten
- Pfarrkirche aus dem 16. Jahrhundert